# Kroksjön (Sätila socken, Västergötland, 638389-129266)
Kroksjön är en sjö i Marks kommun i Västergötland och ingår i Rolfsåns huvudavrinningsområde. Sjön har en area på 0,134 kvadratkilometer och ligger 87,6 meter över havet.

## Delavrinningsområde
Kroksjön ingår i det delavrinningsområde (638256-129159) som SMHI kallar för Mynnar i Sundsjön. Medelhöjden är 92 meter över havet och ytan är 33,13 kvadratkilometer. Räknas de 2 avrinningsområdena uppströms in blir den ackumulerade arean 46,98 kvadratkilometer. Sundstorpsån som avvattnar avrinningsområdet har biflödesordning 2, vilket innebär att vattnet flödar genom totalt 2 vattendrag innan det når havet efter 16 kilometer. Avrinningsområdet består mestadels av skog (61 procent) och sankmarker (29 procent). Avrinningsområdet har 0,31 kvadratkilometer vattenytor vilket ger det en sjöprocent på 3,6 procent.